# فيديريكو فالفيردي
فيديريكو «فيد» سانتياغو فالفيردي ديبيتا (تلفظ بالإسبانية: ‎/feðeˈɾiko βalˈβeɾðe/‏؛ مواليد 22 يوليو 1998) هو لاعب كرة قدم أوروغواياني يلعب في مركز الوسط مع نادي ريال مدريد في الدوري الإسباني ومنتخب الأوروغواي. يعد فيدي لاعب متعدد الاستخدامات معروف بسرعته وقدرته على التحمل ومعدل العمل العالي لديه، ويمكن أيضًا استخدامه كلاعب خط وسط دفاعي وجناح أيمن وأحيانًا كظهير أيمن.

## مسيرته الكروية

### بنيارول
قضى فالفيردي معظم مسيرته في شباب مع بينارول. لعب أول مباراة له مع بينارول في المباراة الأولى من موسم 2015–16 ضد سيرو. أصبح جزءا من فريق الشباب في الأوروغواي وجذب اهتمام الأندية مثل أرسنال، برشلونة، تشيلسي وريال مدريد.

### ريال مدريد
في يوليو 2016 إنتقل من بنيارول إلى ريال مدريد، وتم وضعه في ريال مدريد كاستيا. بعد شهرين، لعب فالفيردي أول مباراة مع الكاستيا ضد ريال يونيون، في المباراة التي خسرها ناديه. أصبح لعبا مهما في الكاستيا خلال موسمه الأول. سجل هدفه الأول مع الكاستيا ضد ألباسيتي في ديسمبر 2016.
وفيما يتعلق بأهميته المتزايدة للفريق، قال سانتياغو سولاري، مدربه في الكاستيا، في 29 يناير 2017: «أنا سعيد جدا معه، وقد تكيف بشكل جيد جدا مع النادي والبلد»

#### ديبورتيفو لاكورونيا (إعارة)
في 22 يونيو 2017، تمت إعارة فالفيردي إلى فريق الدوري الاسباني ديبورتيفو لاكورونيا لمدة عام واحد. شارك لأول مرة في 10 سبتمبر، حيث دخل كبديل عن فيديريكو كارتابيا في مباراة الخسارة 2–4 أمام ريال سوسيداد.
شارك فالفيردي في 24 مباراة في الدوري خلال الموسم، وهبط فريقه بالنهاية.

#### العودة إلى ريال مدريد
مع عودته من الإعارة، أعجب فالفيردي المدير الفني الجديد جولين لوبيتيغي خلال التجهيزات للموسم الجديد، وتم ترقيته للفريق الأول. في 23 أكتوبر 2018، شارك فالفيردي رسميًا مع ريال مدريد في مرحلة المجموعات من دوري أبطال أوروبا ضد فيكتوريا بلزن في البرنابيو بعمر 20 عامًا فقط. شارك في 25 مباراة وفاز بكأس العالم للأندية في موسمه الأول مع الفريق الأول.5 مارس 2025: سيصل فيديريكو فالفيردي، لاعب نادي ريال مدريد، إلى مباراته رقم 300 مع الفريق، في حال مشاركته في لقاء أتلتيكو مدريد، اليوم الثلاثاء، ضمن ذهاب دور الـ16 من دوري أبطال أوروبا، وفقًا لقرار المدرب كارلو أنشيلوتي.

#### 2019–الآن: سطوع نجمه مع الفريق الأول
مع عودة زين الدين زيدان إلى منصبه ورحيل ماركوس يورينتي، سطع نجم فالفيردي في الفريق ليصبح لاعبًا رئيسيًا في الفريق خلال موسم 2019–20. في 9 نوفمبر 2019، سجل هدفه الأول مع ريال مدريد، في الفوز 4–0 خارج الأرض على إيبار في الدوري الإسباني.
في 12 يناير 2020، عرقل فالفيردي هجمة مرتدة لألفارو موراتا خلال مباراة ريال مدريد في نهائي كأس السوبر الإسباني ضد أتلتيكو مدريد، وارتكب خطأ تكتيكي اوقف انفراد موراتا بالمرمى. تم طرد فالفيردي، لكن عرقلته أوقفت هدف لا مفر منه، لتذهب المباراة إلى ركلات الترجيح التي فاز بها ريال مدريد، وكسب جائزة رجل المباراة وتلقى الثناء على نطاق واسع. وأشار دييغو سيميوني مدرب أتلتيكو مدريد في وقت لاحق إلى التدخل على أنه «أهم تدخل في المباراة». خاض 33 مباراة خلال موسم الدوري، حيث فاز ريال مدريد بلقب الدوري الإسباني لموسم 2019–20.
في 27 سبتمبر، سجل فالفيردي الهدف الأول لريال مدريد في موسم 2020–21 خارج أرضه أمام ريال بيتيس في الدوري الإسباني في الفوز بنتيجة 3–2 وتم اختياره «ملك المباراة». كانت هذه أيضًا مباراته الخمسين في الدوري الإسباني مع اللوس بلانكوس. بعد شهر واحد في 24 أكتوبر، سجل فالفيردي هدفًا ضد برشلونة في كامب نو بعد خمس دقائق فقط في مباراة الفوز 3–1 في الدوري. أصبح فالفيردي ثاني أوروغواياني يسجل في الكلاسيكو (بعد لويس سواريز) والأول مع ريال مدريد. بعد أسبوع واحد سجل فالفيردي مرة أخرى، ضد هويسكا في فوز 4–1 بالدوري على ملعب ألفريدو دي ستيفانو. كان هذا هو هدفه الثالث لهذا الموسم، مما يعني أنه قد سجل بالفعل هذا الموسم أكثر من مجمل الموسم السابق.
في 24 أغسطس 2021، مدد فالفيردي عقده حتى عام 2027. في 12 يناير 2022، سجل هدف ريال مدريد الثالث في الفوز 3–2 على برشلونة في الوقت الإضافي من نصف نهائي كأس السوبر الإسباني، وهي البطولة التي فاز بها مدريد في النهاية. في 28 مايو، صنع هدف فينيسيوس جونيور في الفوز 1–0 على ليفربول في نهائي دوري أبطال أوروبا ليحقق ريال مدريد لقبه الرابع عشر في دوري أبطال أوروبا.
في 14 سبتمبر 2022، سجل هدفه الأول في دوري أبطال أوروبا بفوزه 2–0 على آر بي لايبزيغ.

## مسيرته الدولية

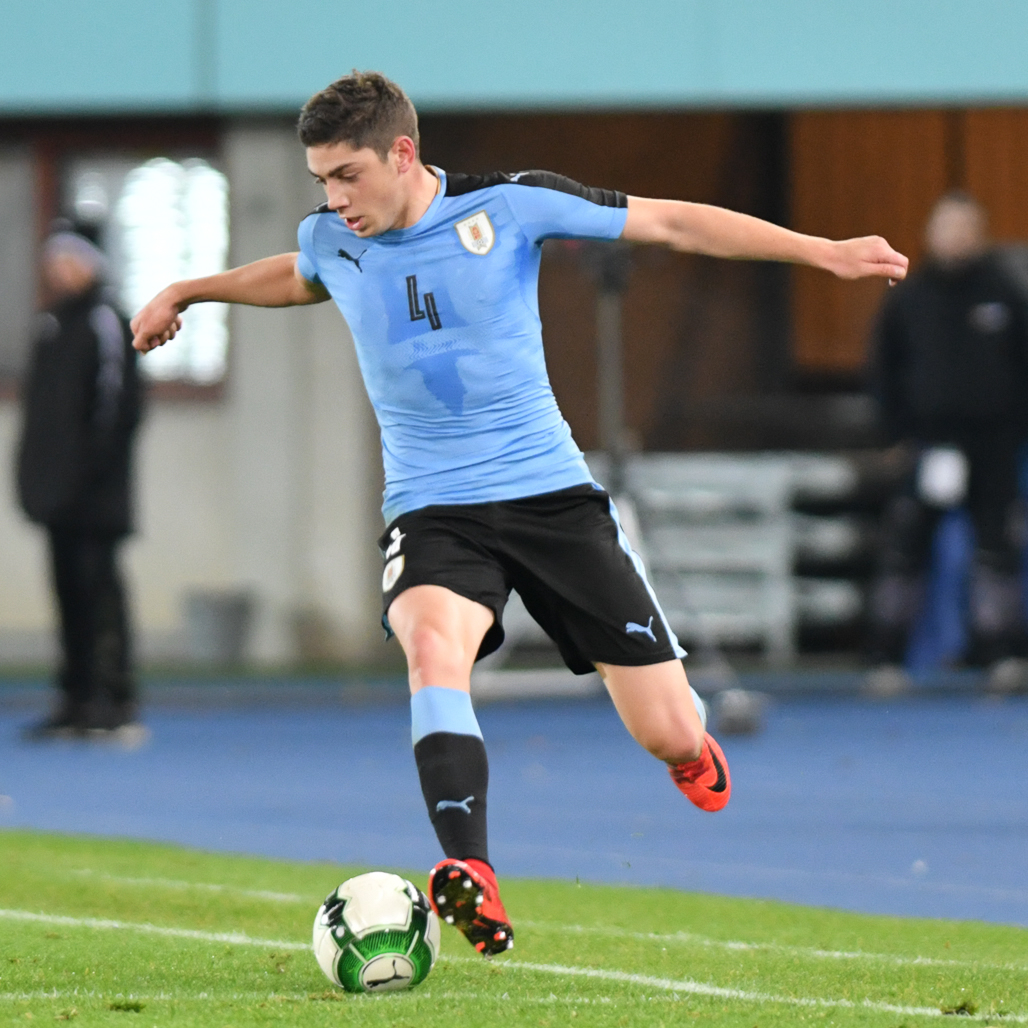
فالفيردي يلعب مع الأوروغواي في 2017

حصل فيديريكو فالفيردي على الكرة الفضية في كأس العالم تحت 20 سنة عام 2017، حيث أن منتخب الأوروغواي احتل المركز الرابع في البطولة.
تم استدعاؤه إلى الفريق الأول لأول مرة في أغسطس 2017 وشارك لأول مرة مع منتخب الأوروغواي في 5 سبتمبر 2017، وسجل أول هدف دولي له مع الفريق الأول في مباراة ضد باراغواي.  تم اختياره في تشكيلة الأوروغواي المكونة من 26 لاعبًا للمشاركة في كأس العالم 2018 في روسيا، لكنه استُبعد من التشكيلة النهائية المكونة من 23 لاعباً.
تم ضم فالفيردي من قبل المدير أوسكار تاباريز إلى تشكيلة الأوروغواي النهائية المكونة من 23 لاعباً لبطولة كوبا أمريكا 2019 في البرازيل. في ربع النهائي ضد بيرو في 29 يونيو، تعادل 0–0 لتنتقل المباراة إلى ركلات الترجيح. خسرت الأوروغواي ركلات الترجيح 4–5 وتم إقصاؤها من البطولة.
في يونيو 2021، تم اختياره للمنتخب في كوبا أمريكا 2021.

## حياته الشخصية
فالفيردي على علاقة بالصحفية والمقدمة الأرجنتينية مينا بونينو. معًا أنجبا ابنًا واحدًا، بينيشيو، ولد في 20 فبراير 2020.

## الإحصائيات

### النادي
آخر تحديث 15 ديسمبر 2024.
| النادي                      | الموسم   | الدوري                           | الدوري | الدوري  | الكأس الوطني | الكأس الوطني | قاري   | قاري    | أخرى   | أخرى    | المجموع | المجموع |
| النادي                      | الموسم   | الدرجة                           | الظهور | الأهداف | الظهور       | الأهداف      | الظهور | الأهداف | الظهور | الأهداف | الظهور  | الأهداف |
| --------------------------- | -------- | -------------------------------- | ------ | ------- | ------------ | ------------ | ------ | ------- | ------ | ------- | ------- | ------- |
| بنيارول                     | 2016     | الدوري الأوروغواياني الممتاز     | 12     | 0       | 0            | 0            | 1      | 0       | —      | —       | 13      | 0       |
| ريال مدريد كاستيا           | 2016–17  | الدوري الإسباني الدرجة الثانية ب | 30     | 3       | —            | —            | —      | —       | —      | —       | 30      | 3       |
| ديبورتيفو لاكورونيا (إعارة) | 2017–18  | الدوري الإسباني                  | 24     | 0       | 1            | 0            | —      | —       | —      | —       | 25      | 0       |
| ريال مدريد                  | 2018–19  | الدوري الإسباني                  | 16     | 0       | 5            | 0            | 4      | 0       | —      | —       | 25      | 0       |
| ريال مدريد                  | 2019–20  | الدوري الإسباني                  | 33     | 2       | 3            | 0            | 6      | 0       | 2      | 0       | 44      | 2       |
| ريال مدريد                  | 2020–21  | الدوري الإسباني                  | 24     | 3       | 1            | 0            | 7      | 0       | 1      | 0       | 33      | 3       |
| ريال مدريد                  | 2021–22  | الدوري الإسباني                  | 31     | 0       | 2            | 0            | 11     | 0       | 2      | 1       | 46      | 1       |
| ريال مدريد                  | 2022–23  | الدوري الإسباني                  | 34     | 7       | 6            | 0            | 11     | 2       | 5      | 3       | 56      | 12      |
| ريال مدريد                  | 2023–24  | الدوري الإسباني                  | 37     | 2       | 2            | 0            | 13     | 1       | 2      | 0       | 54      | 3       |
| ريال مدريد                  | 2024–25  | الدوري الإسباني                  | 17     | 4       | 0            | 0            | 6      | 0       | 1      | 1       | 24      | 5       |
| ريال مدريد                  | المجموع  | المجموع                          | 192    | 18      | 19           | 0            | 58     | 3       | 13     | 5       | 282     | 26      |
| الإجمالي                    | الإجمالي | الإجمالي                         | 258    | 21      | 20           | 0            | 59     | 3       | 13     | 5       | 350     | 29      |

1. ↑  المباراة في كوبا ليبرتادوريس
2. 1 2 3 4 5 6 7  المباريات في دوري أبطال أوروبا
3. 1 2 3  المباريات في كأس السوبر الإسباني
4. ↑  مباراة في كأس السوبر الأوروبي و مبارتين في كأس السوبر الأسباني و مبارتين و ثلاث أهداف في كأس العالم للأندية
5. ↑  مبارتين في كأس السوبر الأسباني
6. ↑  المبارة في كأس السوبر الأوروبي

### المنتخب
آخر تحديث 27 سبتمبر 2022.
| المنتخب الوطني | العام   | الظهور | الأهداف |
| -------------- | ------- | ------ | ------- |
| الأوروغواي     | 2017    | 4      | 1       |
| الأوروغواي     | 2018    | 4      | 0       |
| الأوروغواي     | 2019    | 12     | 1       |
| الأوروغواي     | 2020    | 2      | 0       |
| الأوروغواي     | 2021    | 13     | 1       |
| الأوروغواي     | 2022    | 10     | 1       |
| المجموع        | المجموع | 44     | 4       |

قائمة الأهداف والمباريات مع منتخب الأوروغواي الأول.
| #  | التاريخ       | المكان                                         | الخصم    | الهدف | النتيجة | المسابقة               |
| -- | ------------- | ---------------------------------------------- | -------- | ----- | ------- | ---------------------- |
| 1. | 5 سبتمبر 2017 | ملعب ديفنسوريس دل تشاكو، أسونسيون، باراغواي    | باراغواي | 1–0   | 2–1     | تصفيات كأس العالم 2018 |
| 2. | 7 يونيو 2019  | ملعب سنتيناريو، مونتيفيديو، الأوروغواي         | بنما     | 3–0   | 3–0     | ودية                   |
| 3. | 5 سبتمبر 2021 | ملعب كامبيون ديل سيغلو، مونتيفيديو، الأوروغواي | بوليفيا  | 2–0   | 4–2     | تصفيات كأس العالم 2022 |
| 4. | 29 مارس 2022  | ملعب سان كارلوس دي أبوكيوندو، سانتياغو، تشيلي  | تشيلي    | 2–0   | 2–0     | تصفيات كأس العالم 2022 |

## الإنجازات
بنيارول
- الدوري الأوروغواياني الممتاز: 2015–16[39]

ريال مدريد
- الدوري الإسباني: 2019–20،[40] 2021–22،[41] 2023–24[42]
- كأس السوبر الإسباني: 2019–20،[43] 2021–22[44]، 2023–24
- كأس ملك إسبانيا: 2022–23
- دوري أبطال أوروبا: 2021–22،[45] 2023–24[46]
- كأس السوبر الأوروبي: 2022،[47] 2024[48]
- كأس العالم للأندية: 2018، 2022[49]
- كأس القارات للأندية: 2024[50]

الفردية
- كأس العالم تحت 20 سنة الكرة الفضية: 2017[51]
- فريق المفاجأت للدوري الإسباني من اليويفا: 2019–20[52]
- جائزة لاعب الشهر في الدوري الإسباني: سبتمبر 2022[53]

## وصلات خارجية
- فيديريكو فالفيردي على موقع الاتحاد الدولي (مؤرشف)  (الإنجليزية)
- فيديريكو فالفيردي على موقع الاتحاد الأوربي (الإنجليزية)
- فيديريكو فالفيردي على موقع إي إس بي إن إف سي (الإنجليزية)
- فيديريكو فالفيردي على موقع قاعدة بيانات كرة القدم.إي يو (الإنجليزية)
- فيديريكو فالفيردي على موقع ليكيب (الفرنسية)
- فيديريكو فالفيردي على موقع ناشيونال فوتبول تيمز (الإنجليزية)
- فيديريكو فالفيردي على موقع Soccerbase.com (لاعب) (الإنجليزية)
- فيديريكو فالفيردي على موقع Soccerway.com (الإنجليزية)
- فيديريكو فالفيردي على موقع عالم كرة القدم.نت (الإنجليزية)
- فيديريكو فالفيردي على موقع AS.com (الإسبانية)